# The Lady Is Willing
The Lady Is Willing é um filme produzido no Reino Unido, dirigido por Gilbert Miller e lançado em 1934.